# Sahel (Wind)

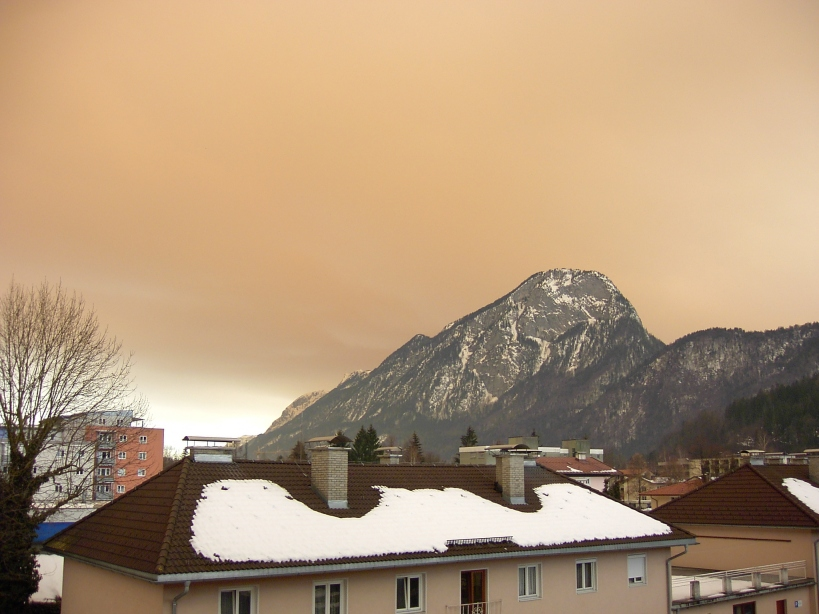
Saharastaub über Kufstein/Tirol im Februar 2004

Der Sahel ist heftiger Staubwind in den Wüstengegenden von Marokko. Er kann ganzjährig auftreten. Bei starken Südwinden (z. B. bei Scirocco) kann der Staub über Frankreich und Italien bis nach Mitteleuropa gelangen. Tritt gleichzeitig Regen auf, so färbt sich das Regenwasser schmutzig-gelbrötlich und geht als sogenannter „Blutregen“ nieder. Diese Bezeichnung war vor allem im Mittelalter und in der Frühen Neuzeit gebräuchlich.

## Hintergrund
Am 21. Februar 2004 kam es zu einem solchen Ereignis, als Staub aus Nordafrika bis nach Deutschland gelangte. Dieser konnte in München als grau-braune Wolke beobachtet werden. In den Alpen verfärbte sich der Schnee rötlich; ein ähnliches Phänomen wie der „Blutregen“ ist somit auch der „Blutschnee“. Entstanden war der Sandwind aus einer Kaltfront der Westwindzone, die sich bis an den Südrand der Sahara erstreckte und als geschlossenes Wolkenband sichtbar war. Innerhalb der Kaltfront gab es einen starken Druckunterschied, der zu heftigen Windbewegungen führte, die Staubverwirbelungen auslösten. Der Staub stieg dabei in große Höhen auf und wurde in Richtung Norden transportiert. Über das Mittelmeer gelangte er zu den Alpen und bis nach Süddeutschland. Ein auslösender Faktor für den Sandtransport ist die intensive landwirtschaftliche Nutzung und Überweidung der Steppengebiete in der Sahelzone Nordafrikas. Dies führt zu einer zunehmenden Desertifikation und erhöhtem Staub- und Sandtransport durch den Wind. Auch im Frühjahr 2014 und im Frühjahr 2018 kam es zu solchen Sandtransporten, deren Auswirkungen bis in den Norden und Westen Deutschlands reichten.